# Piedad (La Bañeza)
La Piedad es una obra realizada por Gregorio Fernández en 1628. Está ubicada en la Iglesia de Santa María de La Bañeza, en León (Castilla y León, España).

## Historia

### Elaboración
Custodiada actualmente en la Capilla de la Piedad de la Iglesia de Santa María, se sabe que la pieza procede del desaparecido Convento del Carmen Calzado situado en el mismo municipio: 31  gracias al testamento de Juan de Mansilla, fechado el 28 de septiembre de 1629 y conservado en el Archivo Histórico Nacional. En este documento, compuesto por un total de 100 cláusulas, consta la existencia de un retablo que tenía que instalarse en su capilla funeraria, fundada por él en 1612 en el convento carmelita, al que dejó en herencia gran parte de sus bienes.: 122  El retablo tenía que estar presidido por una imagen «dorada» de la Piedad y próximo a él debían ubicarse las efigies funerarias realizadas en alabastro de su esposa Beatriz Gómez de Mansilla (quien también era su prima) y de él mismo; según el testamento estas efigies debían estar de rodillas y portar rosarios en las manos al tiempo que dirigían su mirada a la Piedad, indicándose a mayores que de no estar la talla dorada y el retablo acabado a la fecha de su muerte, el propio convento debía encargarse de terminar la obra dentro del año de su deceso.: 124  Por su parte, en el testamento de Beatriz, con fecha del 31 de enero de 1622, se ordena que sus restos sean sepultados en dicha capilla, bajo la advocación de «Nuestra Señora de la Piedad»:

In Dey nomine amen, sepan quantos esta carta de testamento y ultima y postrimera boluntad vieren como yo doña Beatriz Gomez de Mansilla, muger de Juan de Mansilla [...] Yten digo y declaro que si Dios mi Señor fuere serbido de me llebar de esta presente bida, mi cuerpo sea sepultado en la yglesia de Nuestra Señora del Carmen, y en la capilla que en ella tenemos yo y el dicho mi marido, que se llama de la adbocacion de Nuestra Señora de la Piedad, y en ella en la parte y lugar que el dicho Juan de Mansilla mi marido quisiere [...]: 125 

El retablo se hallaba finalizado once meses después de la firma del testamento de Juan de Mansilla, fallecido el 9 de julio de 1630, ya que el 13 de agosto de ese año fray Pedro Bautista procedió a contratar el proceso de dorado con el pintor de Benavente Antonio Enríquez, quien como pago percibió 14 maravedíes por cada pan de oro:

En la villa de la Vanieza a trece dias del mes de agosto de mil y seiscientos y treinta años, ante mi el presente escribano publico parescieron presentes el padre fray Pedro Bautista, prior del conbento del, carmelita descalzo desta villa de la Banieza; y Antonio Enriquez, vecino de la villa de Benavente.
Y dixeron que se an conbenido y concertado en que el dicho Antonio Enriquez, pintor, aya de dorar y dore el retablo de la capilla de Juan de Mansilla, que esta en el conbento del Carmen, todo el bien bruñido, a satisfacion del dicho padre prior, y a la bista de oficiales [...] por lo qual el dicho padre prior, en nombre del dicho conbento le a de dar y pagar a catorce maravedis por cada pan de oro, asentado y bruñido a toda costa, sin otra cosa alguna, aviendo de gastar el oro que dicho padre prior le diere, lo qual se ha de descalfar y rebaxar de lo que ubiere aver el susodicho por quenta del dicho oro y todos los demas gastos an de ser por quenta del dicho Antonio Enriquez, que tan solamente a de aver los dichos catorce maravedis cada pan de oro a toda costa como dicho es y lo que ubiere de aver por raçon de lo susodicho se le a de dar y pagar como lo fuere trabajando, y si el susodicho lebantare la mano y yziere ausenzia sin acavar el dicho retablo, el dicho padre prior pueda buscar persona del arte que lo acave, y lo que costare mas de los dichos catorce maravedis por pan de oro [...] lo aya de pagar y pague el dicho Antonio Enriquez, y por ella pueda ser executado y conpelido, y acabada la obra y dada por buena, el dicho padre prior le a de dar y pagar el restante dello que se le debiere [...] y en esta conformidad, ambos a dos se obligaron, el dicho Antonio Enriquez a dorar el dicho retablo bien a bista de oficiales, sin levantar la mano del asta que se acave, pena que el dicho padre prior a su costa pueda buscar quien lo dore, y acave y ponga en toda perfezion; y el dicho padre prior obligo los bienes del dicho conbento de que el dara y pagara por cada pan de oro que se asentare en el dicho retablo [...] Firman fray Pedro Bautista y Antonio Enriquez, ante el escribano Matías Gómez.: 125–126 

### Traslado
Antes de 1808 los frailes dejaron la clausura al ser el inmueble ocupado por las tropas inglesas, siendo todas las imágenes del convento trasladadas a la Iglesia de Santa María, de donde retornarían en solemne procesión el día de San Juan de 1816, mismo año en que los religiosos volvieron a habitar el cenobio.: 124  Con motivo de la desamortización en 1836 el convento quedó abandonado y parte de sus enseres fueron conducidos a Santa María;: 31  entre estas piezas se encontraban la Piedad y una talla de Santa Teresa realizada por Diego de Gamboa en 1634, copia de una imagen de Fernández y procedente de la capilla dedicada a la santa abulense en el convento.: 31–32  En lo tocante a la capilla funeraria, desaparecida junto con el resto del edificio, debió ser de especial importancia ya que la bóveda de la Ermita de la Vera Cruz de La Bañeza, levantada en 1650, se mandó construir a imagen y semejanza de la que había en la capilla conventual:

En la villa de la Banieza a beinte y cinco dias del mes de marzo de mil y seiscientos y cinquenta años ante mi el escribano y testigos: de la una parte Bicente Gonzalez, vecino de la ciudad de Leon, maestro de arbañeria yeseria, estante al presente en esta villa de la Banieza, y de la otra Gabriel Fernandez Albarez, vecino della y juez que al presente es de la cofradia de la Santa Vera Cruz de la dicha villa. Y dixeron que por quanto estan conbenidos y concertados en que el dicho Bicente Gonzalez a de acer por su quenta y a toda costa la bobeda de la capilla de la ermita de la Santa Vera Cruz de la dicha villa, al modelo y con las labores de yeseria y cornica de la misma forma como esta la capilla que dexo Juan de Mansilla, difunto, en el convento de Nuestra Señora del Carmen desta villa, de yeso y ladrillo, y se a de cerrar asta el nibel de las quatro formas sobre que a de cargar y fixar la media naranja y cornixa, y se declara que se a de acer de yeso todo lo que toca desde el primer arco antiguo, que esta en la dicha ermita como se entra por la puerta para la capilla mayor, todo de yeso, y de lo demas del cuerpo de la ermita asta la puerta, lo a de acer de cal yesera y darle lechada y todos los materiales y maderas que fueren necesarias para los andamios. Todo a de ser por quenta del dicho Bicente Gonzalez [...]: 126 

### Atribución
Desde principios del siglo xx varios autores adjudicaron la pieza a Gregorio Fernández, entre ellos Manuel Gómez-Moreno, Nicolás Benavides Moro y Salvador Ferreras Mansilla (pseudónimo de José Marcos de Segovia).: 31  Gómez-Moreno fue el primero en nombrar al tallista gallego al señalarlo en 1925 como autor de la pieza además de indicar el origen conventual de la misma, si bien no pudo observarla con detenimiento por hallarse en aquella época en lo alto de un retablo ubicado en un espacio en penumbra dentro de la Iglesia de Santa María. En 1944 tuvo lugar la primera exposición de arte en La Bañeza, escribiendo entonces Ferreras Mansilla lo siguiente: «Más o menos sinceros, muchos de sus admiradores, recordaban ya como meritorio el grupo cuando se encontraba en la parte superior del retablillo de la capilla del Carmen (en otro tiempo Cristo de la Agonía), en nuestra iglesia de Santa María pero todos ellos han reconocido como un hallazgo su contemplación a satisfacción, reconociendo procede destinarle un lugar adecuado que permita su culto ante lo admirable de la escena que representa la Pasión redentora. Sin temor a duda, este grupo de la Piedad puede clasificarse como obra, si no personal, al menos de discípulo muy próximo a Gregorio Fernández». Por su parte, en 1953 Benavides Moro lo comparó con otras obras del escultor: «Establecida de modo indudable la autenticidad, como obra de arte, de la Quinta Angustia de Valladolid, y dadas las semejanzas, con la nuestra, no sería aventurado suponer ambas ejecutadas por aquél, en distinta versión de detalles dentro de la misma interpretación del trágico y divino asunto».: 115  En 1980 Juan José Martín González declaró que la Piedad era «obra suya, aunque haya desigualdad estilística, dado que la Virgen parece terminada en el taller por algún discípulo»,: 188  mientras que en 1982 no la menciona como obra de Fernández, atribuyéndola al año siguiente a un miembro de su taller.: 115 
En 1986 Fernando Llamazares Rodríguez adjudicó definitivamente el grupo escultórico a Fernández tras investigar en el Archivo Histórico Nacional y en el Archivo Histórico Provincial de León y descubrir una escritura en la que se ratifica la autoría del artista gallego. En el documento, fechado el 23 de noviembre de 1628 y firmado ante el escribano público de La Bañeza Matías Gómez, consta que los frailes carmelitas del Convento del Carmen Calzado se obligaron con sus bienes a pagar al entallador, indicándose a su vez que la hechura del conjunto fue concertada por el procurador del convento Francisco de San Dionisio:

Sepase como nos el prior, flayres y conbento de Nuestra Señora del Carmen descalzo de la villa de la Vanieza, estando juntos en la crestia del dicho conbento, llamamos con la campana del como lo tenemos por costunbre para tratar de las cosas que conbiene a el, especialmente nuestro padre fray Pedro Vautista, prior, fray Pedro del Espiritu Santo, fray Domingo de la Madre de Dios, fray Francisco de Santanjelo, fray Francisco de San Cirilo, fray Elias de la Asuncion, fray Miguel de Jesus Maria, fray Pedro de Jesus, todos relixiosos del dicho conbento, confesando como confesamos ser la mayor parte del y por lo demas ausentes y enpedidos prestamos voz y cauzion de rato grato judicatum [...] pagaran por lo que por nosotros en nuestro nonvre y en el suyo fuere fecho y otorgado, y ansi dezimos que por quanto en nonvre deste dicho conbento, el padre fray Francisco de San Dionisio, procurador del, y en birtud del poder que tiene concerto con Gregorio Ernandez, escultor, vecino de la ziudad de Valladolid, una ymagen de Nuestra Señora de la piedad con un yxo muerto en los brazos, en precio de dos mil y seiszientos reales, abiendo de poner en entranvas figuras dientes de marfil o de gueso y uñas naturales, y faltando lo susodicho que son los dientes y uñas en duzientos ducados, y por estar vien a este dicho conbento y aber dado la dicha orden para el dicho concierto desde luego todos juntos unanimes y conformes aprovamos y ratificamos la escritura que en nuestro nonbre yzo el dicho padre fray Francisco con el dicho Gregorio Ernandez, azetandola como la azetamos y la aprovamos y damos por buena e bien fecha, como si la uvieramos fecho y otorgado en esta comunidad, y obligamos lo vienes e rentas deste dicho conbento que daremos e pagaremos al dicho Gregorio Ernandez u a quien su poder ubiere, la dicha cantidad de los dichos dos mil y seiszientos reales con las condiciones contenidas en la dicha escritura, u los duzientos ducados faltando los dientes y uñas como en ella se refiere, y a los plazos convenidos en la dicha escriptura.
Y para cumplimiento dello damos poder a las justicias eclesiasticas de nuestro fuero [...] y otorgamos en la villa de la Banieza a veinte y tres dias del mes de novienbre de mil y seiscientos y veinte y ocho años [...] digo en el dicho conbento y sacrestia del, a los dichos veinte y tres dias del dicho mes de novienbre de mil y seiscientos y veinte y ocho años...
Firmas de los testigos, ante Matías Gómez.: 125 

Pese a que el convento se comprometía a pagar la obra, lo más probable es que fuese el propio Mansilla quien se hiciese cargo del coste de la talla debido a que de su cuenta corrieron todos los gastos de la capilla, existiendo a su vez la posibilidad de que Mansilla y el convento se pusiesen de acuerdo en el encargo de la pieza dado que la orden carmelita fue clienta de Fernández en varias ocasiones mientras que Mansilla, al ser oriundo de Medina de Rioseco, podía estar familiarizado con la imaginería del escultor.: 124 

## Descripción
La talla posee una altura de 152 cm y una anchura de 145 cm. La parte posterior está hueca, indicativo de que no fue concebida para ser procesionada sino para ser venerada en un lugar fijo, en este caso el retablo de una capilla funeraria, si bien la oquedad fue tapada para poder sacarla en procesión.: 124  De gran barroquismo, la imagen de la Virgen, la cual posee ojos de cristal, pierde en gran medida su verticalidad, exhibiendo desplegada únicamente una mano (la derecha), mientras que la otra se halla posada sobre el pecho de forma similar a la figura de Jesús del Bautismo de Cristo (c. 1630), relieve de Fernández expuesto en el Museo Nacional de Escultura, coincidiendo la obra de La Bañeza en lo que se refiere a la disposición del brazo derecho con su primera Piedad, ejecutada entre 1610 y 1612 para la Iglesia del Carmen de Burgos,: 33  y con la Piedad del grupo La Sexta Angustia (1616), conservada en el Museo Nacional de Escultura, mientras que en lo tocante a la mano izquierda guarda parecido con la Virgen de las Angustias tallada por Juan de Juni hacia 1561 para la Ilustre Cofradía Penitencial de Nuestra Señora de las Angustias de Valladolid. La Virgen, cuyas piernas se desplazan en diagonal hacia la derecha, luce una toca de color blanco, una túnica roja y un manto azul, estando los paños cubiertos de pliegues alatonados y rígidos, con la túnica y el manto policromados con tonalidades planas, si bien este último cuenta con una cenefa ornamentada con motivos vegetales a punta de pincel. En lo relativo a la toca, esta exhibe alrededor de la cabeza unos paños encañonados con efectos metálicos angulosos y claroscuristas, semejantes a los de la Virgen del grupo procesional El Descendimiento (1623-1624), obra de Fernández custodiada en la Iglesia de la Santa Vera Cruz de Valladolid, si bien los de la Piedad son más agitados y complicados,: 119  siendo los pliegues encañonados de la zona superior del eje piramidal de la composición el elemento que permite afirmar que la imagen fue terminada por alguien menos experto que Fernández, tal vez algún discípulo, aparte de que el rostro destaca por ser «muy torpe» según José Luis Díez Pascual.: 33  La ejecución de estos paños provocó a mayores en su momento cierta dificultad a los historiadores a la hora de datar la obra, llegándose finalmente a la conclusión de que para 1628 Fernández tal vez requería con frecuencia de la ayuda de sus alumnos dada su avanzada edad y volumen de trabajo.
En cuanto a la imagen de Cristo, esta se apoya en la pierna derecha de la Virgen y posee una noble factura; la barba muestra varios picos, exhibiendo la ceja izquierda una herida provocada por la corona de espinas, rasgo típico en los Cristos de Fernández. Con ojos de cristal al igual que la Virgen, la talla cuenta a mayores con dientes de marfil (los de la Virgen son tallados, lo que le resta belleza), mientras que en ninguna de las dos figuras se aprecian uñas postizas (tal vez perdidas con el paso del tiempo),: 118  mostrando Cristo un robusto cuerpo serpenteante e hinchado de carnaciones mate en el que resalta la fina y profunda herida del costado: 33  con efectismos de corcho así como los orificios de los clavos. La talla, la cual pasa su brazo derecho por encima de la rodilla de la Virgen, no hace gala de un elevado nivel de patetismo al tener pocos regueros de sangre, siguiendo el cuerpo un canon clásico, con una notable reminiscencia de los héroes caídos en batalla. La anatomía no está demasiado marcada al tiempo que resulta realista, con el tono azulado del paño de pureza estableciendo un nexo cromático con la Virgen, constituyendo ambas manos una perfecta muestra de la imaginería del entallador. La cabeza, en cuya boca se pueden apreciar la lengua y el paladar además de lucir bigote y barba con ondulaciones de gran volumen, se erige a la vez como todo un paradigma puesto que sirvió de modelo para otras obras de Fernández, como el Cristo de la Agonía (1631) de la Iglesia de San Marcelo de León, al que el escultor dotó de mayor vigor y volumen en el cabello, el cual cae delicadamente en cascada por la espalda en finas hiladas, destacando así mismo el parecido con el Cristo atado a la columna creado por el escultor en 1625 para el Monasterio de San José de Calahorra. Como rasgo típico de Fernández, en la Piedad de La Bañeza la oreja izquierda queda al descubierto, discurriendo por el lado derecho mechones con técnica de mojado y terminados en punta.: 122 
Respecto al simbolismo, la actitud de María es claramente declamatoria y se aleja de la idealización en busca de un mayor grado de naturalidad, jugando la pose de las manos un papel fundamental en este aspecto, al cual contribuye la policromía, que con sus tonalidades puede representar, entre otros, la fe, la pasión, la verdad, la virginidad, la pureza o la divinidad. María, abatida por el sufrimiento, agita los brazos y evita establecer contacto visual con su hijo, cuyo cuerpo destaca en primer plano, estando todo esto inspirado en la obra Meditaciones sobre la vida de Cristo (siglo xiv), falsamente atribuida a San Buenaventura de Bagnoregio. En lo tocante a la figura de Jesús, de gran naturalidad y opuesta a la teatralidad de la Virgen,: 122  esta ofrece un gran valor teológico y dogmático por el mero hecho de no tocar el suelo puesto que el cuerpo se encuentra protegido del contacto con él gracias al sudario, lo que permite reafirmar que tras su muerte Jesús, como criatura de origen divino, no se convirtió en polvo al no proceder del barro de la tierra. A nivel iconográfico, el modelo de la talla fernandina fue preconizado por Antonio Allegri da Correggio en la Piedad del Museo de Parma y tendría gran éxito entre otros pintores como Anton van Dyck y Annibale Carracci (con su Piedad del Museo del Louvre) a la vez que entre escultores como Guillaume Coustou en Le voeu de Louis XIII (1725), pieza conservada en la Catedral de Notre Dame de París.: 119 

## Réplica
El conjunto procesionó los Martes y Viernes Santo: 124  durante 26 años hasta que por iniciativa del párroco Santiago Carrizo (de acuerdo con la Cofradía de Nuestro Padre Jesús Nazareno) el escultor Mariano Nieto Pérez realizó una copia con el fin de que el original no resultase dañado, añadiéndose a la réplica la parte posterior, originalmente carente en la imagen de Fernández y necesaria, aparte de por cuestiones de armonía, debido a que la Ley de Patrimonio exige que las reproducciones muestren alguna diferencia con respecto a las piezas auténticas. Además de elaborarse la copia, que fue sufragada con donaciones de particulares, se procedió a restaurar el conjunto original, proceso iniciado en noviembre de 2006 y presentado junto a la réplica de Nieto Pérez el 25 de marzo de 2007 (ya en 1986 se había limpiado y protegido contra la carcoma).: 124  La copia, propiedad de la cofradía y procesionada en el Vía Crucis del Lunes Santo y en la Procesión de la Pasión la mañana del Viernes Santo, resulta casi idéntica al conjunto de Fernández en cuanto a materiales, técnica y dimensiones (153 × 143 × 85 cm). La Virgen figura sentada sobre un grupo de piedras y encima del manto, el cual presenta caída por ambos lados y posee 1,50 cm más en la base. A diferencia del original, los ojos están tallados y el nivel de vaciado de la escultura es superior al de la talla fernandina, con lo que el peso es menor y el riesgo de grietas inferior. Realizado en madera de pino de Soria seca y curada, el conjunto fue estucado con cola de conejo y sulfato de calcio, siendo pintado con los mismos tonos que el original aunque mediante la técnica del temple al huevo, lo que ayuda a que la policromía no se oxide tan fácilmente además de retrasarse el ennegrecimiento que aparece en las imágenes con el paso del tiempo.

## Legado
Una de las obras menos conocidas de Fernández pese a ser una de las más valiosas de La Bañeza, esta pieza destaca por ser la última de las cinco Piedades talladas por el artista, siendo las otras, además de la de la Iglesia del Carmen de Burgos y la del Museo Nacional de Escultura, la del Monasterio de Santa Clara de Carrión de los Condes (1620) y la de la Iglesia de San Martín de Valladolid (c. 1625).: 118–119 